# Ольбрахтув
Ольбрахтув (пол. Olbrachtów, нім. Albrechtsdorf) — село в Польщі, у гміні Жари Жарського повіту Любуського воєводства.
Населення — 1019 осіб (2011).
У 1975-1998 роках село належало до Зеленогурського воєводства.

## Демографія
Демографічна структура станом на 31 березня 2011 року:
|          | Загалом | Допрацездатний вік | Працездатний вік | Постпрацездатний вік |
| -------- | ------- | ------------------ | ---------------- | -------------------- |
| Чоловіки | 485     | 114                | 344              | 27                   |
| Жінки    | 534     | 109                | 336              | 89                   |
| Разом    | 1019    | 223                | 680              | 116                  |